# 蔡虫
蔡虫（1970年－）本名蔡協崇，是出身高雄縣的台灣漫畫家，其作品充滿幽默的風格。

## 漫畫作品
- 《寶島先生》
- 《脫線大逃亡》
- 《家庭性辭典之三生有性》
- 《家庭性辭典全輯》

## 外部連結
- 蔡虫的Facebook專頁